# Palmillas
Palmillas là một đô thị thuộc bang Tamaulipas, México. Năm 2005, dân số của đô thị này là 1603 người.